# 상풍로
상풍로(Sangpung-ro)는 경상북도 상주시 외서면에서 예천군 풍양면   풍양사거리 잇는 경상북도의 도로이다. 

## 주요 경유지
경상북도
- 상주시 (풍양면 - 사벌국면) - 예천군 (풍양면)

## 노선
| 이름       | 접속 노선                 | 소재지 | 소재지   | 비고 |
| ---------- | ------------------------- | ------ | -------- | ---- |
| (이름없음) | 북상주로                  | 상주시 | 외서면   |      |
| 덕담교     |                           | 상주시 | 사벌국면 |      |
| (이름없음) | 아리랑로                  | 상주시 | 사벌국면 |      |
| 역곡교     |                           | 상주시 | 사벌국면 |      |
| (이름없음) | 지방도 제923호선 (영풍로) | 예천군 | 풍양면   |      |
| 풍양사거리 | 국도 제59호선 (삼강로)    | 예천군 | 풍양면   |      |

## 주요 건물 및 시설
- S-OIL 사벌주유소 (상풍로 383/덕담리 1059-1)
- SK에너지 경천주유소 (상풍로 403/엄암리 727)
- SK에너지 매호주유소 (상풍로 1001/매호리 492-1)
- 농협 남예천농협 주유소 (상풍로 1457/낙상리 69-4)